# Heinrich III. (Bayern)
Heinrich III. von Bayern (* 940; † 5. Oktober 989) aus dem Geschlecht der Luitpoldinger wurde 940 geboren und war Sohn des Herzogs Berthold von Bayern. Er regierte als Herzog von Kärnten und Bayern.
Nach dem Tod seines Vaters Berthold im Jahre 947 wurde nicht Heinrich mit dem Herzogtum belehnt, sondern der Bruder König Ottos I., Heinrich, der 937 Judith, eine Tochter Arnulfs des Bösen, geheiratet hatte.
Erst 976, als Kärnten von Bayern getrennt wurde, erhielt Heinrich von Kaiser Otto II. mit Kärnten ein eigenes Herzogtum und damit verbunden die Markgrafschaft Verona, die er aber beide bereits 978 wieder verlor: Die Gründe hierfür sind nicht ausreichend belegt. Vielleicht hat sich Heinrich der Rebellion des bayerischen Herzogs Heinrich II. angeschlossen und musste deshalb in die Verbannung gehen. 983 jedoch wurde Heinrich als letzter Luitpoldinger mit dem bayerischen Herzogtum belehnt, welchem jetzt auch das Herzogtum Kärnten und die italienischen Marken beigegeben waren. Nachdem sich die Kaiserinnen Theophanu und Adelheid 985 nach dem Thronstreit um die Nachfolge Ottos II. mit Heinrich II. (dem Zänker) wieder versöhnt hatten und diesem sein altes Herzogtum Bayern zurückgaben, behielt Heinrich III. lediglich das Herzogtum Kärnten mit den Marken. Mit seinem Tod am 5. Oktober 989 endet die nachweisbare männliche Linie der Luitpoldinger.